# Ostrockmuseum
Het Ostrockmuseum is een museum in Kröpelin in de Duitse deelstaat Mecklenburg-Voor-Pommeren. Het richt zich op Ostrock (Oostrock), ofwel Oost-Duitse rockmuziek uit de tijd van de DDR (1949-1990). Het museum werd op 3 juli 2015 geopend.

## Geschiedenis
Aan de basis van het museum staat de Berlijnse vereniging Sechzig-Vierzig die jaren bezig is geweest om haar collectie op een vaste locatie te presenteren. Na meerdere gesprekken over een tijdsbestek van enkele jaren, werd de collectie van de vereniging overgedragen aan het Ostrockmuseum.
De opening vond plaats op 3 juli 2015, tijdens de twintigste editie van het festival Dorfrock. Bij de indeling werd het museum ondersteund vanuit de studierichtingen voor interieurarchitecttuur evenals communicatieontwerp en -media van de Hogeschool van Wismar.

## Concept
Het Ostrockmuseum is opgezet als een interactief belevingsmuseum dat de bezoeker een blik geeft in de geschiedenis en de achtergrond van de Ostrock. De presentatie is een combinatie van informatie, media en beleving. Hieronder vallen ook evenementen en uitzendingen als Franks Beatkiste die samen met het museum worden uitgevoerd.
Door de veelvoud aan objecten en de ruimtelijke begrenzing, door de beschikking over een enkele etage, werd niet voor een chronologische presentatie gekozen. Daarentegen wordt in elke ruimte een thema behandeld waarin museumstukken geïntegreerd worden. Het museum kent daardoor de volgende vijf thema's:
- Platenwinkel
- Optredens en opnamestudio
- Bureau van de DDR-Cultuurfunctionaris
- Kroniek
- Dorfrock

## Impressie

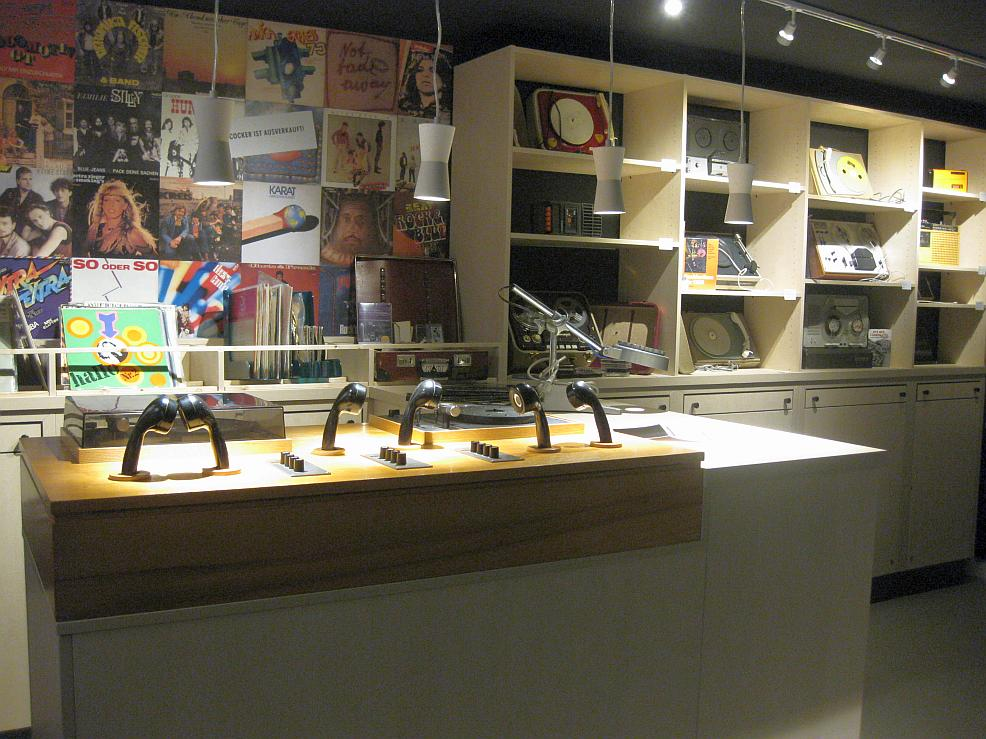
Platenwinkel
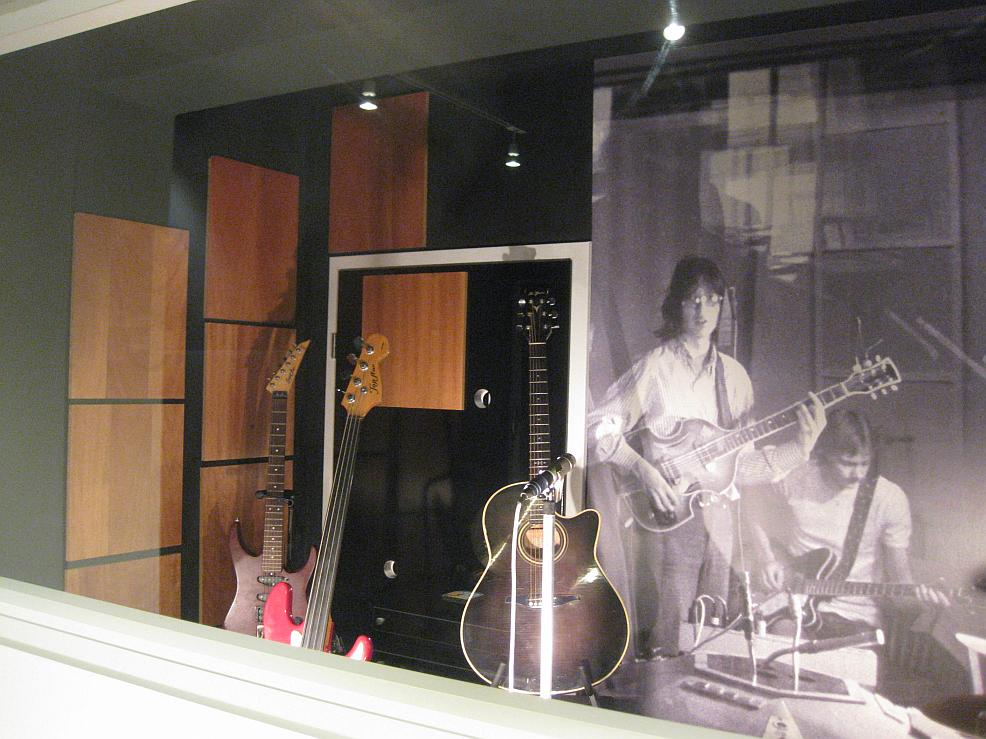
Opnamestudie
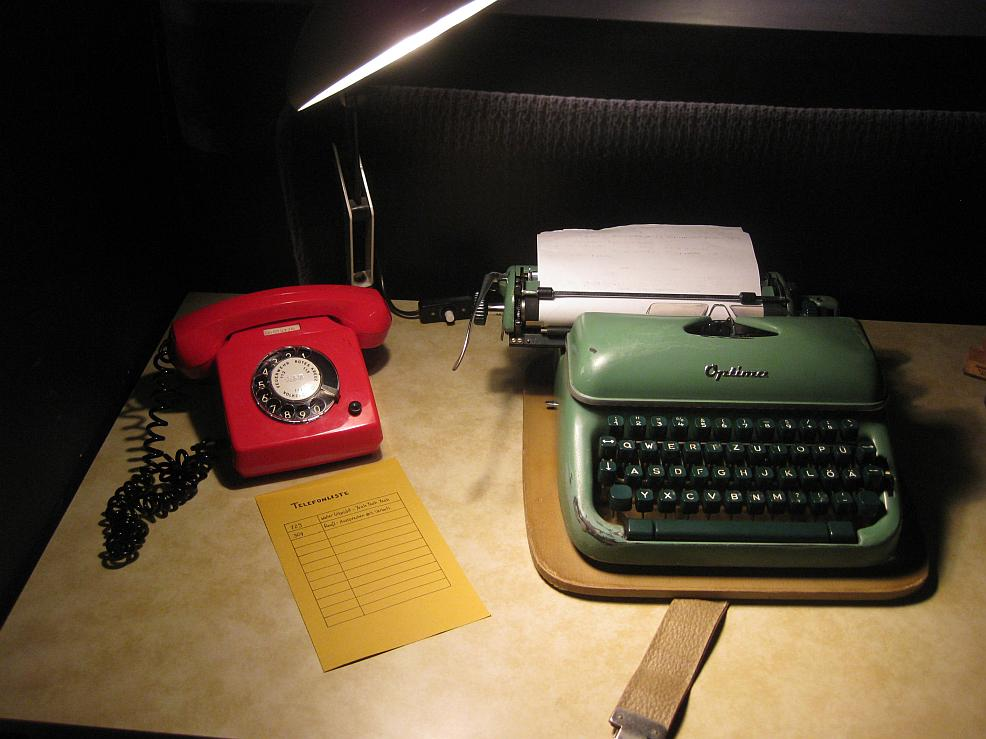
DDR-Cultuurfunctionaris
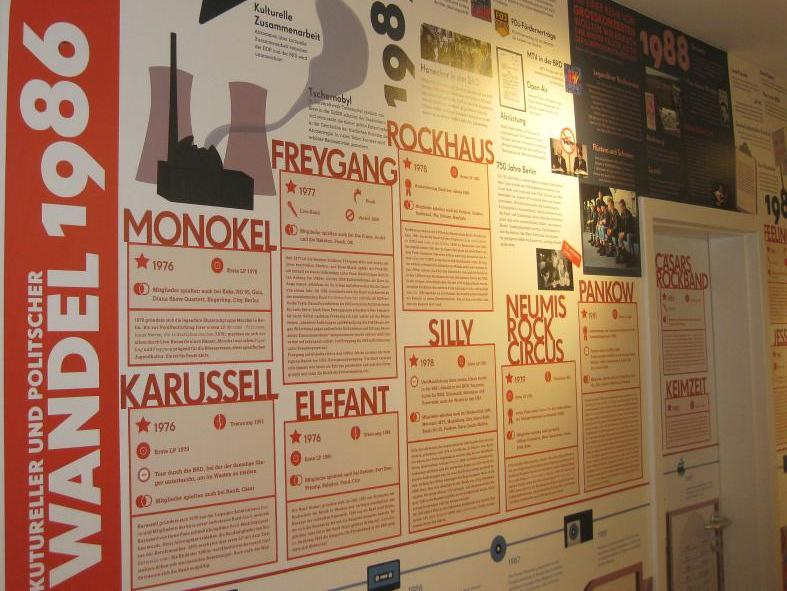
Kroniek
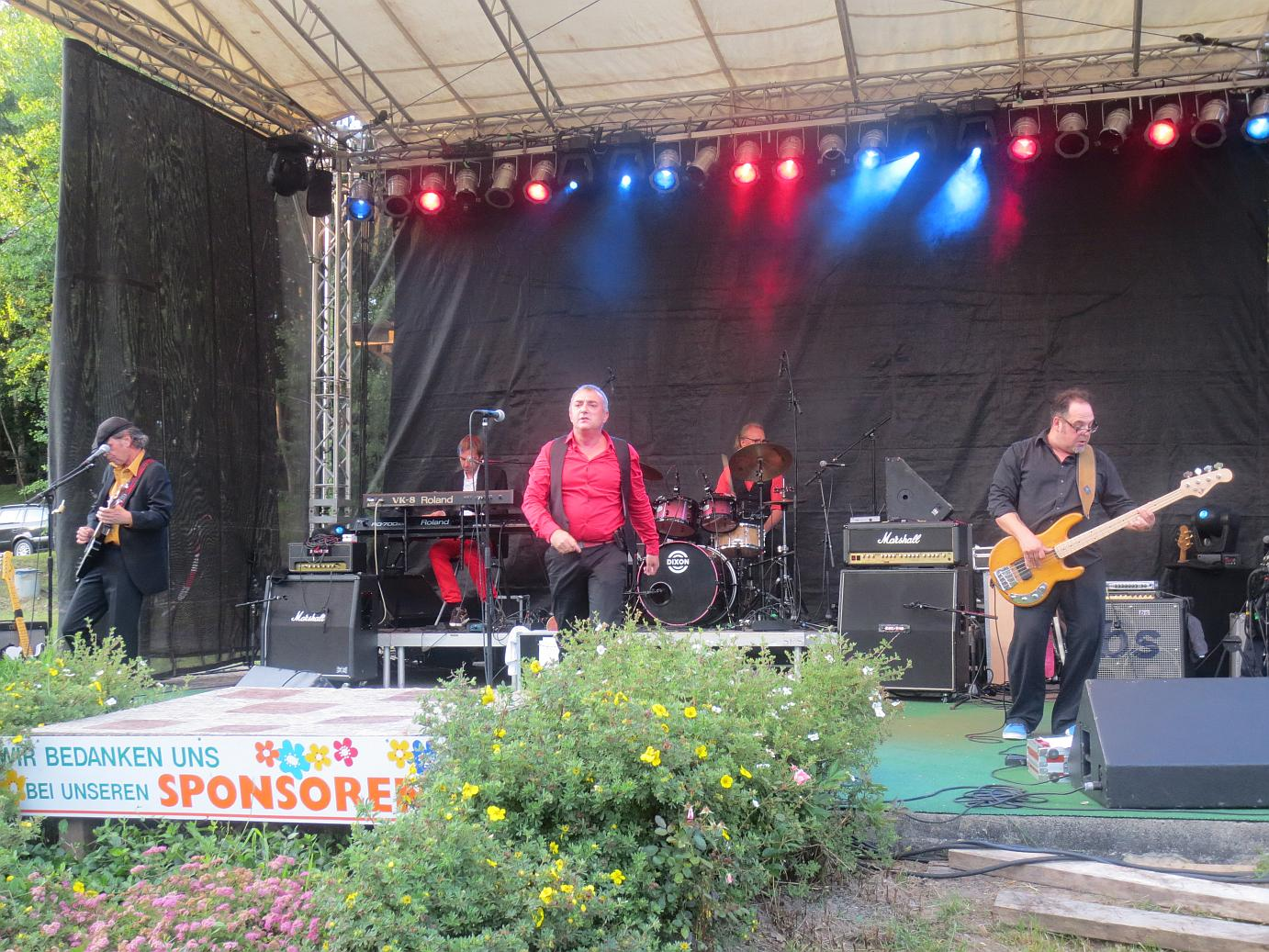
Dorfrock